# Кийт Дейвид
Кийт Дейвид Уилямс (на английски: Keith David Williams) (роден на 4 юни 1956 г.) е американски телевизионен, филмов и озвучаващ актьор. Една от най-известните му роли е тази на Чайлдс във филма „Нещото“ на Джон Карпентър от 1982 г. Популярен е и като гласа на Голиат в „Горгони“ и Споун в едноименния сериал на HBO, както и с озвучаването на Д-р Фасилие в „Принцесата и жабокът“.

## Личен живот
Женил се е два пъти. От първия си брак има един син, а от втория – две дъщери.

## Избрана филмография
- Нещото (1982)
- Взвод (1986)
- Те са сред нас (1988)
- Винаги (1989)
- Последен анализ (1992)
- Последният извън закона (1993)
- Хапки от реалността (1994)
- Бърз или мъртъв (1995)
- Армагедон (1998)
- Ах, тази Мери (1998)
- Реквием за една мечта (2000)
- Там, където е сърцето (2000)
- Аматьорите (2000)
- Пълен мрак (2000)
- Агент Коди Банкс (2003)
- Холивудски ченгета (2003)
- Хрониките на Ридик (2004)
- Мистър и мисис Смит (2005)
- Новото гадже на мама (2008)
- Принцесата и жабокът (2009)
- Лотариен билет (2010)
- Облакът Атлас (2012)
- Американско четиво (2023)
- Муфаса: Цар лъв (2024)